# OpenBiblio
OpenBiblio — это интегрированная библиотечная система с открытым исходным кодом. Программное обеспечение пользуется большой популярностью в небольших и сельских библиотеках по всему миру, благодаря своей простоте, обширной языковой поддержке и хорошей документации.

## История
Openbiblio был создан в 2002 году Дэйвом Стивенсом, заинтересованным в создании простой в использовании, хорошо документированной и простой в установке библиотечной системы. Текущий сопровождающий — Ханс ван дер Вейдж. После 2017 года на openbiblio.de была опубликована текущая версия с множеством опций и исправлений.

### Реализации и использование
Хотя система все ещё находится в стадии активной разработки, она уже широко используется в небольших библиотеках и архивах по всему миру. Исследователи из Национального автономного университета Мексики рекомендовали использовать эту систему в библиотеках коренных народов Мексики, в частности, из-за поддержки языка науатль. Национальная библиотека Армении рекомендовала использовать OpenBiblio для 900 небольших (менее 40 000 томов) и сельских библиотек страны.
Система была переведена на испанский язык профессором кастильского языка и используется в начальной школе Чили. Кроме того, по словам Вернера Вестермана из чилийской группы Educalibre, интерес к этой программе проявили Колумбия, Куба и Венесуэла.
Отдел развития библиотеки штата Вайоминг разработал серию учебных материалов для небольших библиотек, заинтересованных во внедрении OpenBiblio. Исследователи из отдела информационных наук Федерального университета Параибы также обсуждают использование OpenBiblio в обучении будущих библиотекарей системам автоматизации библиотек.

### Расширения

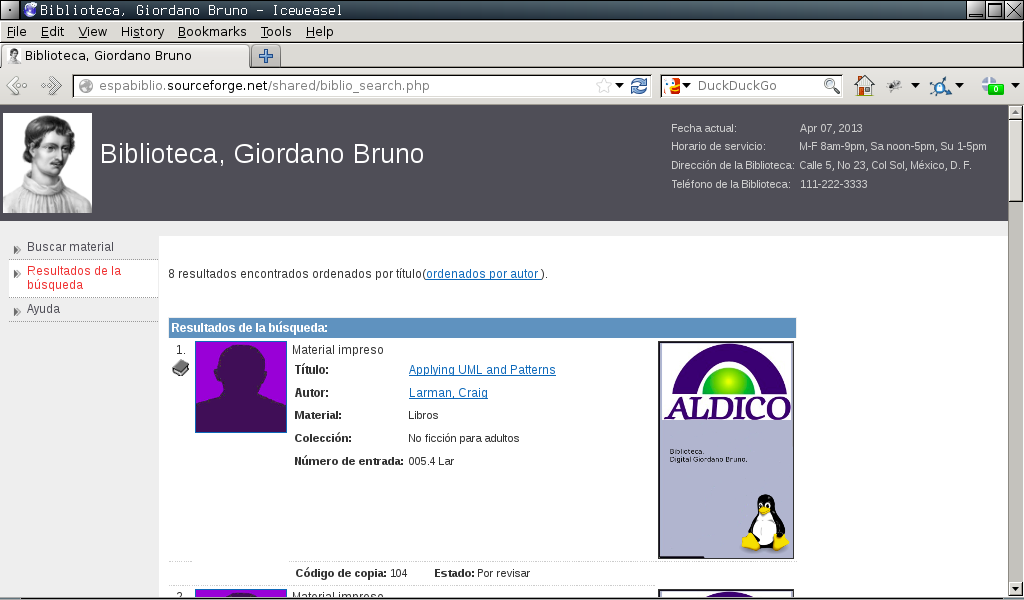
Скриншот страницы результатов поиска EspaBiblio, испанской ветки OpenBiblio

- Хорхе Лара начал переводить базу кода OpenBiblio на испанский язык и в итоге создал форк проекта под названием EspaBiblio[9].
- Джек Ипен основал систему предметного шлюза WebBiblio на базе OpenBiblio[10].

## Особенности
- Циркуляция: для сотрудников, чтобы сдавать и возвращать предметы посетителям, а также добавлять новых посетителей.
- Каталогизация: для сотрудников, чтобы создавать, изменять или удалять библиографические записи, включая загрузку записей MARC и MARCXML.
- Каталог общего доступа в Интернете (OPAC): открытый каталог, где посетители могут найти книги
- Администрирование: настройка и управление системой, включая библиотеку, персонал, материалы, штрафы и настройки веб-сайта.
- Отчеты: извлекайте и форматируйте информацию из базы данных, включая просроченные письма и статистические модели для использования материалов библиотеки. OpenBiblio использует для своих отчетов специальный синтаксис, называемый RPT, поэтому пользователям не нужно изучать PHP для создания этих отчетов[11].

В то время как OpenBiblio предоставляет все необходимые функциональные возможности для малого или среднего размера библиотеки, она не включает в себя более сложные функции, такие как приобретение и ведение баз периодики, представляемые другим открытым исходным кодом интегрированной библиотечной системы, такие как Коха или Evergreen.